# Taftia saissetiae
Taftia saissetiae är en stekelart som beskrevs av Charles Joseph Gahan 1920. Taftia saissetiae ingår i släktet Taftia och familjen sköldlussteklar.
Artens utbredningsområde är Filippinerna. Inga underarter finns listade i Catalogue of Life.